# Salacz Gyula
Endrődi Salacz Gyula (Gyula, 1832. január 31. – Arad, 1915. július 28.) ügyvéd, 1875 és 1901 között Arad polgármestere.

## Élete
A gimnázium I. és II. osztályát mint magántanuló, a III-VI.-at Aradon végezte. Az 1848–49. évi szabadságharcban mint hadnagy vett részt. 1849-től a jogi tanfolyamot Nagyváradon, Pesten és Bécsben végezte. A politikai államvizsga letétele után 1855-től 1860-ig a bíróságnál szolgált. 1861. november 21-én az ügyvédi vizsgát letevén, mint gyakorló ügyvéd Aradon telepedett le. 1872-től 1875-ig Arad szabad királyi város tiszti főügyésze, 1875. március 10-től 1901-ig pedig polgármestere volt. Közszolgálati érdemeinek elismeréséül 1900. október 24-én a III. osztályú vaskoronarendet, majd királyi tanácsosi címet s végül «endrődi» előnévvel magyar nemességet nyert. Képviselővé az 1901–1906. országgyűlésre Arad szabad királyi város választotta meg.
Havi jelentései, az Arad megyei és városi gyűléseket megelőzőleg az aradi Alföldben jelentek meg (1873-85); az 1876. évi VI. t.-cz. mint törvényjavaslat ellen című cikksorozat szintén az Alföldben jelent meg. Programbeszédei a helyi lapokban, országgyűlési beszédei pedig a Naplókban vannak.
Kiadta feleségének irodalmi műveit (Arad, 1888).